# Wellington Dias

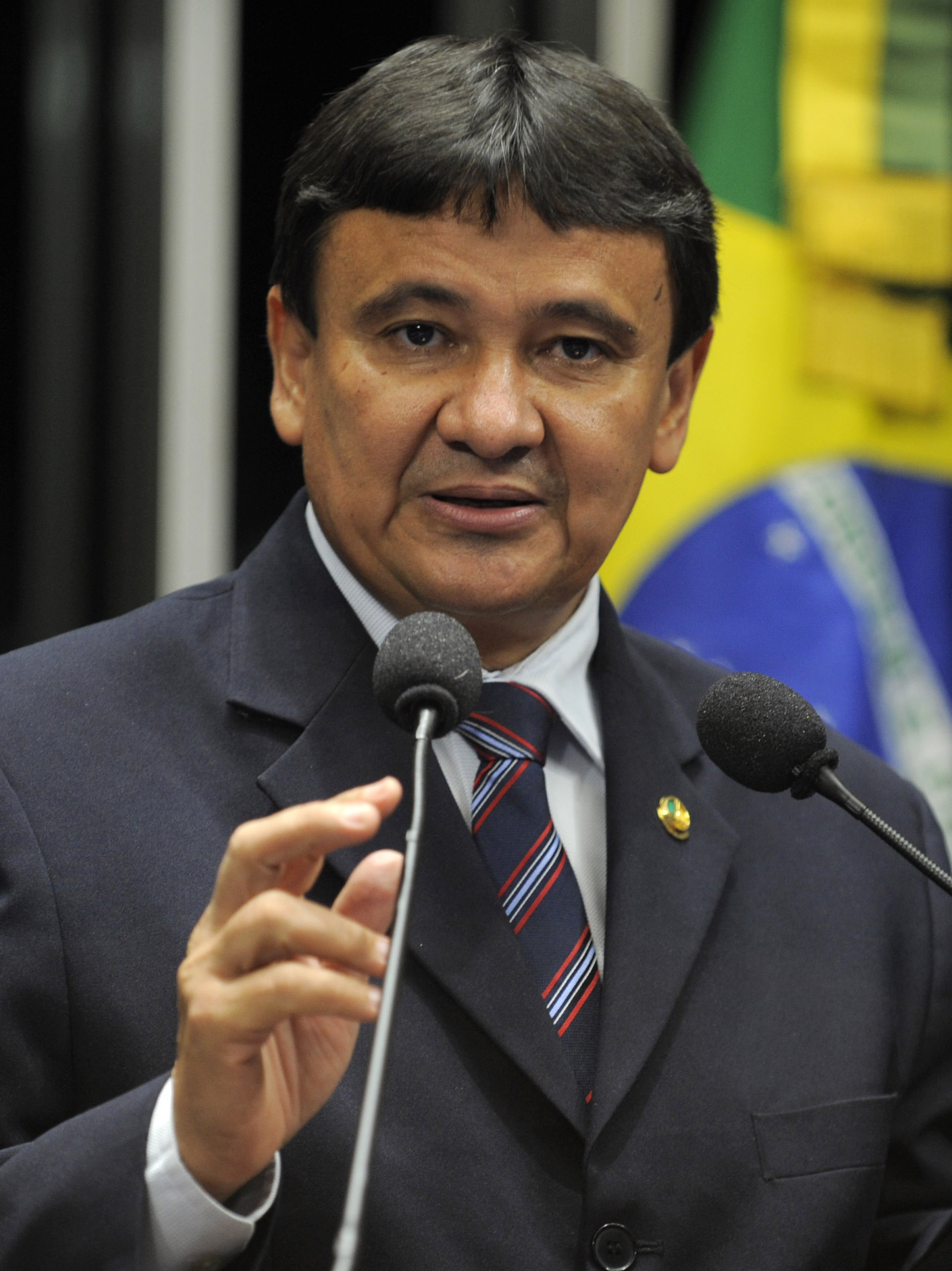
Wellington Dias (2011)

José Wellington Barroso de Araújo Dias (* 5. März 1962 in Oeiras, Piauí) ist ein brasilianischer Politiker des Partido dos Trabalhadores (PT). Seit Januar 2023 ist er brasilianischer Minister für Soziale Entwicklung, Hilfe, Familie und Hungerbekämpfung.

## Leben
Dias arbeitete zunächst als Bankkaufmann. Seine politische Laufbahn begann 1993 als Mitglied des Stadtrats von Teresina. Ab 1995 war er Abgeordneter in der Legislativversammlung des Bundesstaates Piauí und wechselte im Februar 1999 in die brasilianische Abgeordnetenkammer.
2002 wurde er zum ersten Mal zum Gouverneur von Piauí gewählt und trat sein Amt am 1. Januar 2003 an. Er bekleidete das Amt bis zum 1. April 2010. Von 2011 bis 2015 war er Bundessenator. 2014 wurde er ein zweites Mal zum Gouverneur von Piauí gewählt und trat sein Amt am 1. Januar 2015 an, bei den Wahlen in Brasilien 2018 wurde Dias erneut zum Gouverneur gewählt für die Amtszeit 2019 bis 2023. Am 1. Januar 2023 trat er sein Amt als Minister für Soziale Entwicklung, Hilfe, Familie und Hungerbekämpfung im Kabinett Lula da Silva III an.
Er ist verheiratet mit der Abgeordneten Rejane Dias.